# Streckbröstad kanastero
Streckbröstad kanastero (Asthenes humilis) är en fågel i familjen ugnfåglar inom ordningen tättingar.

## Utseende och läte
Streckbröstad kanastero är en liten och knubbig fågel med rätt lång stjärt som den ibland håller rest. Den har ljusbrun undersida, ett svagt vitt ögonbrynsstreck och svarta streck på ansiktet och strupen. Jämfört med liknande gräskanasteron har den tydligare anstrykning på huvudet och brun stjärt, ej rödbrun. Sången består av en mjuk och kort drill. Även korta utbrott av "pit" kan höras.

## Utbredning och systematik
Streckbröstad kanastero förekommer i Anderna i Peru och västra Bolivia. Den delas in i tre underarter med följande utbredning:
- Asthenes humilis cajamarcae – förekommer i arida tempererade västra Anderna i Peru (Cajamarca)
- Asthenes humilis humilis – förekommer i torra Anderna i Peru (Ancash till Junín och Huancavelica)
- Asthenes humilis robusta – förekommer i Anderna i sydöstra Peru (Puno) och västra Bolivia (La Paz)

## Levnadssätt
Streckbröstad kanastero hittas i klippiga gräsmarker med kort gräs på hög höjd. Där ses den födosöka på marken. 

## Status
Arten har ett stort utbredningsområde och beståndet anses vara stabilt. Internationella naturvårdsunionen IUCN listar den därför som livskraftig (LC).